# Milan Stojadinović
Milan Stojadinović (en serbi: Милан Стојадиновић) (4 d'agost de 1888-26 d'octubre de 1961), fou un polític serbi del Regne de Iugoslàvia, del qual fou ministre de finances en diverses ocasions, i primer ministre entre el 1935 i 1939.

## Inicis
Nascut a Čačak, a la Sèrbia central, Stojadinović va estudiar a Užice i Kragujevac. El 1910 es va graduar en dret per la Universitat de Belgrad, doctorant-se l'any següent. Marxa tres anys de Iugoslàvia per fer estudis de postgrau a Alemanya, la Gran Bretanya i França. En retornar el 1914, va entrar a treballar en el ministeri de finances. Fou ministre de finances en el gabinet del seu mentor Nikola Pašić en els períodes 1922–1924, 1924–1926 i 1934–1935, essent elegit diputat el 1923, 1925 i 1927. Es va retirar de la política activa en el convuls període que va seguir la mort de Pašic, retornant com a ministre d'economia de Bogoljub Jevtić, després de l'assassinat del rei Alexandre, durant la dictadura del qual havia evitat participar destacadamente en la política del país, al començament de la regència del príncep Pau (desembre de 1934).

## Primer Ministre
El 24 de juny de 1935 Stojadinović va ser nomenat primer ministre, ocupant al mateix temps la cartera d'exteriors. Va començar el seu govern suavitzant les mesures de la dictadura: es va abolir la censura prèvia dels diaris, es van alliberar a uns deu mil presos polítics, es va permetre l'erecció d'una estàtua en memòria de Stjepan Radić a Zagreb i va minvar el terror policial. Aquell mateix any havia fundat el Partit Radical Serbi, que s'agrupà a la coalició de la Unió Radical Iugoslàva (Jugoslovenska radikalna Zajednica, JRZ), que va guanyar les eleccions. i que va permetre Stojadinović a incloure en el seu gabinet antics dirigents opositors com el bosni Mehmed Spaho o el populista eslovè Anton Korošec.
En política econòmica, va desenvolupar la indústria metalúrgica i química iugoslava. Va reduir els deutes dels camperols, molt afectats per la crisi econòmica, disminuint a la meitat les anteriors a 1932, i decretant un interès del 3 o 4,5%, a més de concedir 12 anys per al pagament. Va aplicar també mesures per al desenvolupament agrari (construcció de sitges, concessió de crèdits a baix interès, desenvolupament d'institucions públiques de millora agrària...) que, juntament amb les bones collites de 1935 i 1936 i el nou mercat alemany, capaç d'absorbir la producció iugoslava, va augmentar la reputació de Stojadinović entre la pagesia.

### Laqüestió croatai elconcordat
En les eleccions de desembre de 1936, va guanyar en totes les cincunscripciones del país menys a Sava i Primorje, on el Partit Camperol Croat de Vladko Maček seguia rebent el suport majoritari del camp croat. La victòria va induir a Stojadinović a intentar de nou solucionar la qüestió croata. A l'arribar al govern havia intentat arribar a un acord amb Maček, però les condicions d'aquest (abolició de la constitució de la dictadura, sufragi secret, noves eleccions supervisades per un nou govern neutral i derogació de la llei que atorgava tres cinquens dels escons al partit més votat) li havien semblat exagerades. Les converses a començaments de 1937, no obstant això, no van prosperar, i Stojadinović va tractar de guanyar-se als partidaris de Maček mitjançant mesures com el permís de retorn sense problemes judicials del fill i el gendre de Radić, i la signatura d'un concordat amb el Vaticà, que va haver de retirar davant la falta de suport dels polítics croats i la indignació de l'oposició sèrbia, amb el suport de l'Església ortodoxa. No obstant això, el setembre de 1937, Stojadinović havia aconseguit un control encara major del seu partit, que va començar a adoptar certes característiques dels partits feixistes, com les organitzacions juvenils, les desfilades, salutacions, etc.
L'oposició, crescuda per la seva victòria sobre el govern en la qüestió del concordat, va respondre amb el manifest del 8 d'octubre de 1937, en el qual cinc partits opositors declaraven la seva intenció d'aprovar una nova constitució democràtica que assolís la majoria dels vots de serbis, croats i eslovens per separat. Les eleccions parcials al senat de febrer de 1938 van mostrar el bloqueig de la situació, obtenint Stojadinović la victòria en els districtes serbis mentre Maček seguia guanyant en els croats.

### Política d'aproximació a l'Eix
Stojadinović veia com una amenaça imminent les potències de l'Eix i els seus satèl·lits com Bulgària i Hongria, i signà tractats de no-agressió amb Itàlia (1937) i Alemanya (1938), un fallit intent de concordat amb el Vaticà, i l'extensió dels acords tradicionals amb França Tot i intentar orientar la política exterior cap a la neutralitat, els acords del seu govern suposaren una aproximació a l'Eix, països que Stojadinović veia com a model. Cap a mitjans de 1938, els contractes amb empreses alemanyes havia deixat l'economia iugoslava sota control germànica aquest país el control de l'economia iugoslava, i els posteriors intents posteriors de redreçar la situació van fracassar.

## Reelecció i destitució
A la fi de 1938, en les eleccions de vot novament no secret, va ser reelegit amb marge menor de l'esperat, perdent en les antigues zones austrohongareses menys a Eslovènia, on el ministre d'interior Korošec va assolir la victòria per al govern. Tanmateix Korošec va abandonar el govern després d'acusar Stojadinović del fracàs, per no haver manipulat les votacions. Durant aquest mandat no va assolir satisfer les exigències dels nacionalistes croats, agrupats majoritàriament en el partit de Maček, i va organitzar als seus partidaris (coneguts com a camises verdes) de manera similar a la dels règims feixistes, sense exposar un programa clar. Les tensions resultants, en les quals existia el risc d'una secessió croata, i l'empitjorament de la situació internacional, que requeria una ràpida solució dels problemes interns iugoslaus, van servir de justificació perquè el regent Pau el destituís el 5 de febrer de 1939, davant la negativa de Maček a reprendre les negociacions amb el primer ministre, L'endemà va ser substituït per Dragiša Cvetković, ministre de sanitat i benestar social amb Stojadinović i obedient als desitjos del regent Abans de la seva destitució, el gener de 1939, Stojadinović havia acordat amb Itàlia el seu suport i participació en la planejada invasió d'Albània El gener de 1939 havia donat el seu consentiment al ministre d'exteriors italià per a la invasió d'Albània, que el règim feixista planejava per a aquell any, i en contra de l'opinió del regent, que va comunicar la informació als britànics i als pocs dies va destituir a Stojadinović.
Després del seu cessament, el regent Pau el va fer detenir amb càrrecs inconsistents, fins que gràcies a la seva proximitat amb el monarca anglès Jordi VI, que havia estat el seu padrí de noces el 1923, va aconseguir que els britànics s'oferissin a internar-lo a l'illa de Maurici, on va passar la Segona Guerra Mundial. El 1946 Stojadinović va traslladar-se a Rio de Janeiro, i més tard a Buenos Aires, on es va reunir amb la seva família. Va passar la resta de la seva vida com assessor econòmic de la presidència argentina, i va fundar el diari financer El Economista. Coincidí en aquell país amb un dels seus adversaris, l'ústaixa Ante Pavelić (també protegit per Perón), amb el que arribà a reunir-se. Va morir el 1961, i dos anys més tard el seu diari va publicar les seves memòries